# Àlex López
Àlex López (Sabadell, 27 de març de 1976) il·lustrador, dibuixant i guionista de còmics català. Ha publicat a Espanya, França i els EUA.

## Biografia
Va debutar el 1994 com a coeditor del fanzine en català Tal, tal com sona del col·lectiu sabadallenc Trashmovies, dibuixant còmics i escrivint una secció de manga. El 1998 va guanyar el primer premi del Concurs de Còmic Jove d'Igualada (Barcelona), i comença a publicar en publicacions com Lolitas o Mala Iimpresión de l'editorial Megamultimedia.
Dibuixant lligat al còmic i a la il·lustració infantil, té en Andrea Hojarasca, editat per Dolmen, el seu còmic més personal. A França va dibuixar el 2006 la sèrie infantil paròdica de Harry Potter, Harry et Compagnie per a l'editorial Delcourt Jeunesse, i a Espanya va destacar pel còmic esportiu Porquinho amb l'Editorial Planeta. També va ser col·laborador habitual de la Revista ¡DIBUS! promoguda per Norma Editorial, creant-ne la història dels seus personatges principals "La Pandilla Dibus". Més endavant publicarà a la històrica revista belga Spirou, primer amb una petita col·laboració i després la seva sèrie Adeline (recopilada en un volum per Nuevo Nueve el 2023).
Ha sigut autor d'il·lustracions publicitàries i per a llibres infantils o d'humor, com Super Chistes i, també, la col·lecció adreçada al mercat digital Diario de una Friki.
Actualment, treballa il·lustrant llibres pel mercat Nord-amèrica. Allà ha publicat diversos llibres per l'editorial Harper Collins, com la sèrie de sis volums S.O.S Society of substitutes amb l'autor Alan Katz (guanyador de diversos premis Emmy), la sèrie de Zips and Eeloo (2023) de l'editorial Simon and Schuster escrita per Leila Boukarim. El seu darrer còmic és LankyBox: Epic Adventure! (2023), protagonitzat pels personatges Adam i Justin del canal de YouTube LankyBox que té més de 27 milions de subscriptors.